# جاك الكسندر
جاك الكسندر هو متسابق خماسي حديث كندي، ولد في 18 نوفمبر 1954 في ساوث بند في الولايات المتحدة.

## وصلات خارجية
- جاك الكسندر على موقع أوليمبيديا (الإنجليزية)